# Dic platytelson
Dic platytelson är en kräftdjursart som beskrevs av Francis Day 1980. Dic platytelson ingår i släktet Dic och familjen Diastylidae. Inga underarter finns listade i Catalogue of Life.